# El Sobradillo
El Sobradillo es una entidad de población del municipio de Santa Cruz de Tenerife, en la isla de Tenerife —Canarias, España—.
Se encuadra administrativamente dentro del distrito Suroeste, siendo su barrio más poblado y sede de su Tagoror (sede del distrito).

## Características
El Sobradillo está delimitado por el cauce del barranco de Los Andenes al norte; por la avenida de Las Hespérides al este; por el cauce del Barranco Grande al sur; y por una línea paralela a la calle de San Francisco de Paula al oeste.
Se localiza a unos doce kilómetros del centro urbano de Santa Cruz de Tenerife y a una altitud media de 414 m s. n. m. Ocupa una superficie total de 2,25 km².
Cuenta con el Colegio Santa Cruz de California y otra parte del colegio antiguo (denominado escuelas viejas) esta reconvertido en sede del distrito en 2013— y el IES El Sobradillo, varias plazas públicas, farmacias, parques infantiles, una iglesia dedicada a Nuestra Señora del Carmen, una gasolinera, un polideportivo, así como comercios.
En las cercanías del barrio se encuentran dos yacimientos arqueológicos de la cultura guanche en forma de conjuntos de cazoletas y canales rituales, así como estaciones de grabados rupestres. Todos se encuentran protegidos, habiendo sido declarados en 1999 Bienes de Interés Cultural sobre la base de la Ley de Patrimonio Histórico de Canarias.

## Demografía
| Año        | 2000  | 2001  | 2002  | 2003  | 2004  | 2005  | 2006  | 2007  | 2008  | 2009  | 2010  | 2011  | 2012  | 2013  | 2014  | 2015  | 2016  |
| ---------- | ----- | ----- | ----- | ----- | ----- | ----- | ----- | ----- | ----- | ----- | ----- | ----- | ----- | ----- | ----- | ----- | ----- |
| Habitantes | 4 928 | 5 169 | 5 548 | 6 647 | 6 478 | 6 988 | 7 380 | 7 700 | 8 118 | 8 672 | 9 156 | 9 197 | 9 095 | 9 322 | 9 350 | 9 507 | 9 559 |

## Historia
El barrio surgió como caserío del municipio de El Rosario, ubicándose en él su ayuntamiento durante algún tiempo antes de pasar primero a El Chorrillo y finalmente a La Esperanza.
En 1972 el barrio fue cedido a Santa Cruz de Tenerife junto con otros territorios del municipio rosariero para la expansión de la capital.

## Fiestas

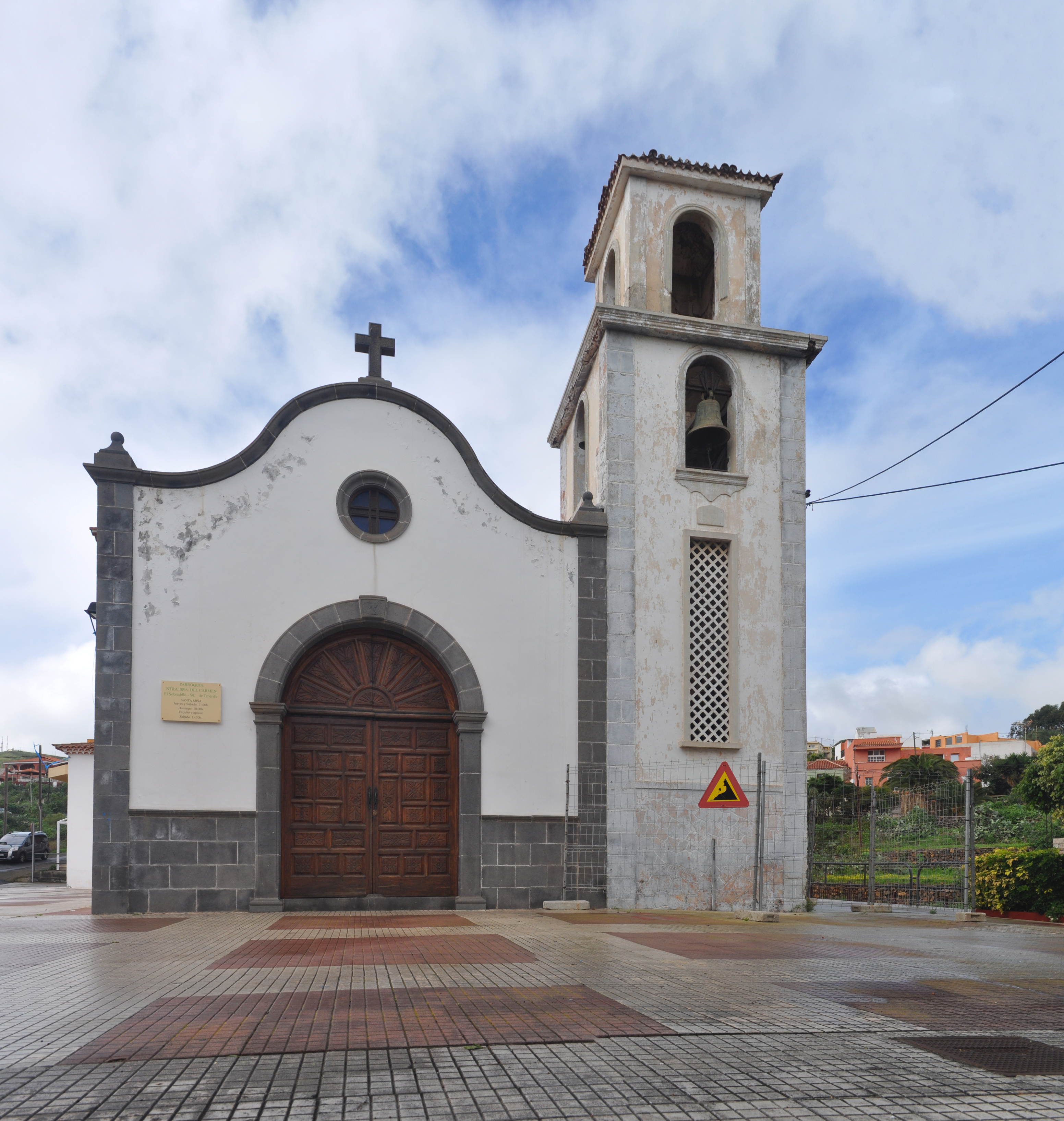
Iglesia de Nuestra Señora del Carmen

El Sobradillo celebra sus fiestas patronales en honor de la Virgen del Carmen el primer domingo de septiembre.

## Comunicaciones
Se llega al barrio principalmente a través de la Carretera del Sobradillo TF-272, del Camino de San Miguel de Geneto TF-263 y de la avenida de Los Majuelos.

### Transporte público
El Sobradillo cuenta con parada de taxi en la avenida de Los Majuelos.
En autobús —guagua— queda conectado mediante las siguientes líneas de TITSA:
| Línea | Trayecto                                                          | Recorrido     |
| ----- | ----------------------------------------------------------------- | ------------- |
| 055   | La Laguna - Barranco Grande (por Geneto)                          | Horario/Línea |
| 056   | La Laguna - Bco. Grande (por Llano del Moro)                      | Horario/Línea |
| 232   | Santa Cruz - El Cardonal - La Gallega                             | Horario/Línea |
| 937   | Santa Cruz (Intercambiador) - Taco - Tíncer - Cruce El Sobradillo | Horario/Línea |
| 939   | Taco - El Sobradillo - Llano del Moro                             | Horario/Línea |
| 944   | El Tablero - La Gallega - Avda. Hespérides - Tíncer - Taco        | Horario/Línea |